# Střelnice
Střelnice (pl. Strzelnica) − stadion piłkarski w Jabloncu nad Nysą, na którym swoje mecze rozgrywa FK Jablonec. W latach 2007–2014 nosił nazwę Chance Arena.
Stadion posiada 6280 zadaszonych miejsc siedzących, gazowe podgrzewanie murawy oraz oświetlenie o natężeniu 1 400 luksów. Obiekt spełnia wymogi UEFA dotyczące meczów międzynarodowych.
Historia stadionu sięga XIX wieku. W 1869 roku Towarzystwo Strzeleckie miasta Jablonca zakupiło teren, na którym powstały strzelnica (stąd nazwa stadionu) oraz, nieco później, boisko piłkarskie. W 1955 roku wybudowaną pierwszą nowoczesną trybunę („Wschód”), a w 1963 położono murawę. Wkrótce dobudowano bieżnię lekkoatletyczną oraz drugą trybunę („Zachód”). W 2003 zamontowano sztuczne oświetlenie, a niedługo potem zburzono betonowe stopnie po południowej stronie i postawiono trzecią trybunę, która może pomieścić 1839 widzów. W latach 2005–2006 stadion uległ kolejnej modernizacji, by 30 maja 2006 roku gościć pierwsze reprezentacje Czech i Kostaryki (wygrana gospodarzy 1:0). W 2008 był miejscem meczu finałowego piłkarskich Mistrzostw Europy do lat 19 (Niemcy – Włochy 3:1). 
Po stronie północnej obiektu, za jedną z bramek, nie ma trybuny; w miejscu tym znajduje się elektroniczna tablica wyników oraz liczne plansze reklamowe.
W latach 2007–2014 w wyniku umowy sponsorskiej stadion nosił nazwę Chance Arena.